# Xã Lammers, Quận Beltrami, Minnesota
Xã Lammers (tiếng Anh: Lammers Township) là một xã thuộc quận Beltrami, tiểu bang Minnesota, Hoa Kỳ. Năm 2010, dân số của xã này là 592 người.